# Camelot (serie de televisión)
Camelot es una serie de televisión de género drama-fantasía-historia que fue coproducida por la red de televisión de pago Starz y GK-TV. Su producción comenzó en el verano de 2010, y se transmitió por la televisión estadounidense del 1 de abril al 10 de junio de 2011, en el horario de las 22 horas los días viernes. La serie, basada en la leyenda artúrica, fue producida por Graham King, Morgan O'Sullivan y Michael Hirst.
En Hispanoamérica la serie se estrenó el 11 de septiembre de 2011 por el canal Moviecity emitiéndose todos los domingos, mientras que en España se pudo ver en SyFy todos los lunes a medianoche dentro de las plataformas Canal+, Movistar TV, Euskaltel, Ono, Orange y R.
La noche del viernes 25 de febrero de 2011, se transmitió un especial en el que se emitió el episodio 1 (Homecoming, Regreso). El 30 de junio de 2011, Starz anunció que no iba a producir una nueva temporada de Camelot, citando problemas en la programación de agenda de los miembros del elenco, incluyendo a Joseph Fiennes, Jamie Campbell Bower y Eva Green.

## Descripción
Los avances y el primer capítulo, la describen como una serie con escenas de sexo, lucha con espada, magia y comedia. De acuerdo a un comentario de Joseph Fiennes, la misma "debe ser observada desde otro punto de vista porque no es un musical". Por su parte, el escritor Chris Chibnall menciona que "cada época necesita su versión de la historia de Camelot". El autor afirma que "en esta versión drama adulto, se incluyen fuertes corrientes políticas y de romance. Trata de la pasión. Todo sobre los grandes ideales comprometidos por la pérdida del amor con la persona equivocada".
Chibnall afirma que "la historia relatada de esta serie tiene especial importancia para el mundo de hoy, porque se trata de la promesa de los líderes mundiales para crear un mundo mejor, y después llevarla a cabo". Describe la forma en que "Merlín comparte la idea de una nueva clase de rey y un nuevo tipo de reino, que puede ser posible de acuerdo a la regla del rey Arturo, y la forma en que éste intenta hacer realidad los sueños de Merlín".
Fiennes describe a Merlín como una especie de tutor, una figura paterna, un director brutal. Menciona que "tiene que dar a este chico (Arturo) las herramientas necesarias para ser rey en un mundo despiadado, y tiene que hacerlo en un breve tiempo".
La serie utiliza historias y leyendas sobre el rey Arturo, incluyendo Le Morte d'Arthur, pero son sólo un punto de partida. El objetivo de los productores es la creación de episodios que concuerden con los hechos históricos y con los relatos de leyendas sobre el rey Arturo, mismos que se relacionan al público contemporáneo.
La descripción de Starz sobre la serie, menciona el olvidarse de lo que se sabe, ya que "esta historia de Camelot es la que nunca antes se ha dicho".

## Argumento
Inglaterra está en peligro de caos después de la repentina y prematura muerte del rey Uther. El mago Merlín visualiza un futuro lleno de oscuridad y, para evitarlo, comete una series de crímenes para crear a Arturo y ponerle en el trono, un joven que desde su nacimiento es criado como plebeyo y en desconocimiento total de su linaje real, a quien ayuda a asumir la corona. Morgana, la media hermana de Arturo, utilizará toda clase de métodos, incluyendo el uso de fuerzas no naturales para reclamar el reino. 
El joven e inexperto Arturo deberá apoyarse en Merlín para asumir las nuevas responsabilidades que implica ser rey: debe luchar ante un reino lleno de engaño y dividido por la guerra. Las decisiones que el joven rey Arturo debe tomar serán cruciales para salvar su reino y la esperanza de una vida más justa.

## Personajes
Personajes principales
- Jamie Campbell Bower como Arturo. Es un hombre guapo, joven y despreocupado. Es apartado de sus padres biológicos y criado y educado por Sir Héctor como parte de un acuerdo de su padre biológico, el rey Uther y Merlín. Asume el trono de manera repentina una vez que Uther es asesinado de forma prematura. La intensa educación de Arturo en un mundo oscuro y rebelde le inspira a tener un reino basado en la justicia, la esperanza y la libertad de la tiranía, mientras que las tierras que supervisa están dañadas por la violencia, la codicia y la desesperación.
- Eva Green como Morgana. Es la hija hermosa, ambiciosa y sin piedad del rey Uther. Su madre fue asesinada por Uther para poner a Igraine en el trono y ella fue encerrada para silenciarla. Reclama su derecho al trono, aunque no cuenta con los planes de Merlín o la existencia de Arturo, su medio hermano. En su búsqueda del poder, Morgana hace uso de las fuerzas oscuras que le permiten amenazar Camelot desde dentro.
- Joseph Fiennes como Merlín. Es el creador y custodio de la leyenda de Camelot. Como aliado más grande y poderoso de Arturo, Merlín cree en él, incluso más que el propio Arturo. Puede prever las amenazas a Arturo con más claridad que nadie, pero debe luchar contra la naturaleza oscura de su poder y aprovecharla para dar a luz un nuevo Camelot.
- Tamsin Egerton como Ginebra. Es inocente e ingenua, aunque ambiciosa y de carácter fuerte. Es una fuente de apoyo y fuerza para Arturo a medida que crece como rey. Aunque está casada con Leontes, uno de los más fieles caballeros de Arturo, no puede negar la atracción que ella y Arturo sienten el uno por el otro.
- Peter Mooney como Kay. Hermano mayor y caballero más leal de Arturo. Kay anima a Arturo a asumir su destino como rey de Gran Bretaña. Es nombrado Mariscal del rey por Arturo.
- Clive Standen como Gawain. Un antiguo caballero y gran guerrero. Se ha desilusionado y ha perdido su camino en la vida. Aunque renuente al principio, llega a Camelot y Arturo se da cuenta de que es diferente y no sólo otro guerrero. Inspirado, encuentra motivos para luchar y educar a los hombres de Arturo.
- Claire Forlani como la reina Igraine. Madre biológica de Arturo y la segunda esposa del rey Uther. Es separada de su hijo y despreciada por su hijastra Morgana. Ha vivido una vida de profundo dolor y agonía, aunque nunca ha perdido su fe o corazón. Igraine se convierte en una aliada y en la fuerza de Arturo, así como de toda la corte de Camelot.
- Philip Winchester como Leontes. Uno de los más valientes caballeros del rey Uther. Leontes compromete su lealtad al nuevo rey después de la muerte de Uther y se une a Arturo en Camelot. Está casado con Ginebra.
- Sinéad Cusack como Sybil. Una monja que creció junto a Morgana en un convento, por lo que es vista como una figura maternal. Vive con Morgana y, como asesora, le ayuda a conseguir la corona.
- Chipo Chung como Viviana - Una mujer joven que es descendiente de esclavos que llegaron a Gran Bretaña. Se desempeñó como sirviente en la corte de Uther y ahora trabaja como asistente y mensajera de Morgana.

Personajes secundarios
- James Purefoy como el rey Lot. Aliado de Morgana, muere por Sir Héctor como venganza por la muerte de su esposa.
- Diarmaid Murtagh como Brastias.
- Sebastian Spence como Sir Lucan.
- Tyler Kennington como Albion.
- Jamie Downey como Ulfius.
- Lara Jean Chorostecki como Bridget.
- Vincent Regan como Caliburn, un herrero conocido por la fabricación de armas extraordinarias. Murió accidentalmente por magia de Merlín.
- Lauren Coe como Excalibur. Hija de Caliburn, muere ahogada accidentalmente a manos de Merlín. Se convierte en la Dama del Lago.
- Sean Pertwee como Sir Héctor. El hombre que crio y educó a Arturo de niño. También es padre de Kay.
- Sebastian Koch como el Rey Uther. Padre biológico de Arturo, murió envenenado por su también hija, Morgana.
- Daragh O'Malley como Leodegrance. Padre de Ginebra.
- Colin Maher como el Duque de Cornwall. Primer esposo de Igraine. Fue asesinado por Uther y Merlin como parte de un plan para violar a Igraine. Esa violación llevó a la creación de Arturo.

## Producción
En octubre de 2010, Camelot fue la primera serie de Starz en obtener luz verde desde que Chris Albrecht asumió el cargo de Presidente y CEO de la compañía. Con el anuncio de planes para la serie, Albrecht dijo que "la historia de Arturo no está basada en la historia, sino en la mitología, y Camelot no es un lugar sino una idea de esperanza que ha resonado en diferentes momentos a lo largo de la historia". Lanzada en enero de 2010, GK-TV es la división de televisión de GK Films, dirigida por el productor y ganador de un Oscar Graham King y por Headington Tim. King mencionó la serie como la elección perfecta para el proyecto de GK-TV, ya que la empresa tiene la orden de producir programación de calidad, comparable a la del cine, para la televisión.
El elenco se reunió en los estudios Ardmore, en Irlanda entre junio y julio de 2010 para comenzar la filmación de la serie. La idea de la misma se le atribuye a Ecosse Films de Inglaterra, y se creó una "encarnación temprana" para la marca Showtime en 2008, y se anunciaron los planes para la serie en conjunto con la BBC. Después de la grabación en Irlanda, la posproducción y los efectos visuales se llevaron a cabo en Toronto, Canadá.
Chris Chibnall, conocido por series de televisión como Life on Mars y Torchwood, es productor ejecutivo y escritor principal de la serie, trabajará junto a los productores ejecutivos Morgan O'Sullivan, de Octagon en Irlanda y John Weber de Take 5 Productions en Canadá. Otros productores ejecutivos, incluyendo ganadores del Óscar como Graham King, Tim Headington de GK Films, Craig Cegielski de GK-TV, James Flynn de Octagon, Douglas Rae de Ecosse Films, Fred Fuchs, Michael Hirst y Anne Thomopoulos, productor ejecutivo de Roma. Chibnall no es un novato en la leyenda de Camelot, ya que tuvo participación en la serie de Merlín de la BBC en 2005.
Mientras que la primera temporada se limitó a diez episodios, los productores han indicado que, si la respuesta a la serie es buena, tienen planes para realizar varias temporadas, aunque inicialmente se habían manejado cinco de ellas.

## Promoción
Starz ha invertido en una serie de iniciativas para promover la serie, incluida la emisión del primer episodio el 25 de febrero de 2011, mismo que se tenía previsto para su emisión normal el 1 de abril de 2011. Tras la final de la serie de esa misma cadena, Espartaco: Dioses de la Arena, se emitió el capítulo inicial, Homecoming, (Regreso) y posteriormente fue publicado en el sitio web de Starz, para poder ver en línea.
Además se llevó a cabo una reunión con los críticos de cine para hablar sobre la serie, se dieron entrevistas individuales con el escritor y algunos miembros del reparto, se creó una cuenta en la página Facebook, y muchas de las estrellas han hecho blogs y comentado en su cuenta twitter sobre el progreso de la serie durante y después de la filmación. Además, se colocaron en línea tráilers y vídeos de corta duración. El vídeo Starz Original fue colocado también en línea, en él se promocionan series actuales y futuras.
Starz también dio a conocer una imagen que muestra al rey Arturo junto a Morgana, así como una serie de
Además de las promociones oficiales, los fanes crearon un sitio web para incluir noticias e imágenes de la serie.

## Recepción
Aunque la mayor respuesta de la crítica vendrá después del inicio oficial de la serie, el 1 de abril de 2011, tras el estreno de dos horas, la presentación del preestreno el pasado 25 de febrero de 2011, ha sido positiva, como lo demuestran los comentarios de Maureen Ryan, que escribe  el Stay Tuned, una columna para TVSquad.com. El artículo, redactado el 25 de febrero de 2011, enumera cinco buenas razones para estar intrigado por esta nueva versión de la saga de Merlín, Morgana, y Arturo", incluyendo:
- El jefe de guionistas, Chris Chibnall.
- El excelente reparto.
- Es Camelot para los adultos.
- Su acercamiento a la magia.
- La serie nos dará qué ver hasta el estreno de la fantasía épica Game of Thrones en HBO el 17 de abril. "Tenemos Merlín y Arturo para hacernos compañía hasta entonces, y posiblemente más allá".

Otros críticos como Ryan, también comparan la serie con la próxima de HBO, Juego de Tronos. La crítica de James Hibberd se refiere a ambas series como "espadas y hechizos épicos, con una búsqueda de la realeza como el argumento central",  pero añade el comentario de que "no hay ninguna razón para elegir una sobre la otra, lo que implica que el espectador podrá disfrutar de ambas". Hibberd añade la descripción de una palabra: carnoso, para describir el nuevo programa de Starz, e informes de las escenas de desnudos en Camelot ya están haciendo noticia. Un sitio web se refiere a que "Starz hace Camelot sexy".
Cuando menos un autor la describió como la adaptación moderna de las leyendas artúricas, pero la reacción crítica tras el 25 de febrero de 2011, fecha en que se transmitió el primer episodio, fue muy positiva, incluyendo las siguientes observaciones:

Camelot promete, sobre todo gracias al desempeño emocional de Eva Green interpretando a Morgana, la hechicera vengativa cuyos únicos intereses son el logro del lugar que, según ella, le corresponde como reina. Después de ver el primer capítulo, es difícil no seguir viendo con promesas como Excalibur, la Dama del Lago, Tamsin Egerton como Ginebra, Joseph Fiennes usando sus poderes de Merlín, y el inicio de Los Caballeros de la Mesa Redonda por venir.

Además, un crítico del Daily Inquirer, un diario de Filipinas, comentó: "vi el adelanto y parece que Starz tiene otro éxito en sus manos". Un artículo del diario estadounidense New York Times, se ha referido al personaje como "un Arturo digno de los tiempos modernos".